# Khu bảo tồn thiên nhiên Ngọa Long
Khu bảo tồn thiên nhiên Ngoạ Long (giản thể: 卧龙自然保护区; phồn thể: 臥龍自然保護區; bính âm: Wòlóng Zìránbǎohùqū) là một khu vực được bảo vệ nằm ở huyện Mân Xuyên, tỉnh Tứ Xuyên, Trung Quốc. Khu bảo tồn này đã được thành lập năm 1963 và có diện tích ban đầu là 20.000 ha, sau đó được mở rộng vào năm 1975 lên thành 200.000 ha. Nó bao gồm khu vực tự nhiên của dãy núi Cung Lai (邛崃山) với hơn 4000 loài sinh vật được ghi nhận có mặt tại đây. Khu bảo tồn Ngoạ Long là nơi có hơn 150 con gấu trúc lớn có nguy cơ tuyệt chủng cao, nhiều thứ ba tại Trung Quốc. Đây cũng là nơi sinh sống của nhiều loài động vật hoang dã quý hiếm khác gồm Báo tuyết, Gấu trúc đỏ, Voọc mũi hếch vàng và Hươu môi trắng. Trước trận Động đất Tứ Xuyên 2008, Ngọa Long đón khoảng 200.000 khách du lịch ghé thăm mỗi năm. Khu vực của nó được thay thế bởi Khu hành chính đặc biệt Ngọa Long

## Bối cảnh
Tháng 6 năm 1980, Trung tâm Nghiên cứu và Bảo tồn Gấu trúc lớn Trung Quốc đã được thành lập với nỗ lực cố gắng của cả WWF và chính phủ Trung Quốc. Cho đến nay, trung tâm này đã nghiên cứu và đã cho sinh thành công 66 con gấu trúc con.

## Vị trí
Con suối chảy qua thung lũng Ngoạ Long có độ pH trên 8,91.
Theo nghiên cứu của tiến sĩ Jianguo Liu của Đại học bang Michigan, mức tác hại gây ra cho khu bảo tồn này gia tăng sau khi khu bảo tồn được thành lập do sự gia tăng khách du lịch và gia tăng dân số địa phương."

## Hành chính
Khu bảo tồn thiên nhiên Ngọa Long được quản lý hành chính như Khu hành chính đặc biệt Ngọa Long - hay Đặc khu Ngọa Long.
- Tên gọi: Khu hành chính đặc biệt Ngọa Long
- Tên tiếng Hoa: 卧龙特别行政区 - bính âm: Wòlóng Tèbié Xíngzhèngqū
- Tên tiếng Anh: Wolong Special Administrative Region (Wolong SAR)
- Năm thành lập: tháng 3 năm 1983 (với sự chấp thuận của Hội đồng Nhà nước)
- Quản lý bởi Cục Lâm nghiệp Tứ Xuyên (văn phòng hành chính của đặc khu giống như văn phòng hành chính của cục lâm nghiệp tại khu bảo tồn).
- Đơn vị hành chính: thị trấn Ngọa Long (卧龙镇 - bính âm: Wòlóng zhèn) và thị trấn Cảnh Đạt (耿达镇 - bính âm: Gěng dá zhèn) (như một phần của huyện Mân Xuyên).

Với sự giám sát của cục lâm nghiệp, đặc khu thực hiện vai trò bảo tồn lâm nghiệp và gấu trúc, phát triển kinh tế và xã hội ở hai thị trấn, tổ chức các đơn vị chức năng như một đơn vị hành chính thực sự. Trong khi đó, một số chức năng của chính quyền cũng chịu sự quản lý của chính quyền huyện Mân Xuyên và châu tự trị. Ví dụ, đặc khu có một tòa án và một cơ quan kiểm sát được thành lập bởi tòa án huyện và văn phòng kiểm sát châu tự trị. Tuy nhiên, sự phát triển kinh tế xã hội, quy hoạch của chính quyền huyện Mân Xuyên hoặc châu tự trị không bao gồm đặc khu Ngọa Long.